# Niina Secrets
Bruna Santina Martins (São Paulo, 16 de maio de 1994) também conhecida como Niina Secrets, é uma youtuber, influenciadora digital e empresária brasileira.

## Biografia
Bruna nasceu e foi criada em São Paulo, onde vive até os dias de hoje. Ela é tratada carinhosamente como Niina desde criança, sendo um dos seus canais com nome NiinaSecrets e o outro NiinaVlog. Ela é a filha mais nova de Marisa Santina e tem dois irmãos, Bruno Santina e Fabiana Santina, ambos youtubers. Niina é formada no curso de maquiagem profissional pelo Senac, que é um dos assuntos tratados no seu canal. Após o seu sucesso com o YouTube, a família foi criando os seus próprios canais, sendo uma família inteira formada por webcelebridades. Em 2012, Niina morou em Nova York para um intercâmbio cultural, onde cursou inglês, fotografia e moda. 

## Vida pessoal
Bruna é casada desde 2018 com Guilherme Oliveira, tendo o pedido realizado em 2016 durante uma viagem na Disney. Gui surpreendeu Niina com o pedido de casamento na frente do castelo Magic Kingdom. Eles se casaram no dia 26 de maio de 2018 no interior de São Paulo em uma festa e cerimônia para 250 convidados em um estilo romântico.

## Carreira
Bruna criou o canal NiinaSecrets em 2010. Ela tinha 16 anos e compartilhava os seus segredos de maquiagem com as suas seguidoras escondida de seus pais. O canal hoje tem mais de 3,7 milhões de inscritos, sendo um dos canais mais influentes atualmente. No Instagram, Niina acumula mais de 3,6 milhões de seguidores, sendo um dos perfis mais famosos da rede e já ganhou prêmios pelo seu Instagram e pelo seu canal. Seu canal fala sobre beleza, maquiagem, lifestyle, moda e decoração. Ela também tem um outro canal, o NiinaVlog, onde fala sobre suas viagens, e é um canal onde ela fala mais sobre o seu dia-a-dia. No NiinaVlog, ela acumula mais de 1 milhão de inscritos. Em outubro de 2012, Niina realizou seu sonho, e com ajuda de sua mãe ela criou a sua própria empresa, a Niina Secrets Store, onde fabricam roupas, sapatos e acessórios. Em 2016, fez uma participação especial no programa É de Casa, da Rede Globo, como convidada para ensinar ao público como passar o batom colorido e atingir a perfeição. No mesmo ano, Niina entrou para a lista da revista Forbes como uma das jovens mais promissoras do Brasil.  Em 2018, em parceria com a fabricante de cosméticos MAC, ela lançou um batom em parceria com a marca. Em novembro do mesmo ano, Niina assinou um contrato com a marca de cosméticos Seda, onde traz as lojas a linha de shampoo e condicionador Seda by Niina, em parceria com a marca. Em 2020, Niina lançou uma linha de cosméticos em parceria com a perfurmaria Eudora. 

## Filmografia

### Internet
| Ano           | Título                 | Cargo         | Notas                     |
| ------------- | ---------------------- | ------------- | ------------------------- |
| 2010–presente | NiinaSecrets           | Apresentadora |                           |
| 2011–presente | NiinaVlog              | Apresentadora |                           |
| 2018          | Corrida das Blogueiras | Jurada        | Episódio: "4 de dezembro" |

### Televisão
| Ano  | Título       | Cargo                      | Notas                       |
| ---- | ------------ | -------------------------- | --------------------------- |
| 2015 | Adotada MTV  | Ela mesma                  | Episódio: "Família Santina" |
| 2021 | A Fazenda 13 | Apresentadora da atividade | Episódio: "4 de novembro"   |

## Prêmios e indicações
| Ano  | Prêmio                          | Categoria                  | Indicação     | Resultado | Ref.   |
| ---- | ------------------------------- | -------------------------- | ------------- | --------- | ------ |
| 2015 | Meus Prêmios Nick               | Web Star                   | Niina Secrets | Indicada  |        |
| 2016 | Meus Prêmios Nick               | YouTuber Feminina Favorita | Niina Secrets | Indicada  |        |
| 2016 | Capricho Awards                 | Beleza                     | Niina Secrets | Indicada  | [ 9 ]  |
| 2016 | Prêmio Influenciadores Digitais | Moda e Beleza              | Niina Secrets | Venceu    | [ 10 ] |
| 2017 | Prêmio Geração Glamour          | YouTubers                  | Niina Secrets | Venceu    | [ 11 ] |
| 2017 | Prêmio Influenciadores Digitais | Moda e Beleza              | Niina Secrets | Venceu    | [ 12 ] |
| 2018 | Prêmio Influenciadores Digitais | Moda                       | Niina Secrets | Venceu    | [ 13 ] |
| 2018 | Prêmio Jovem Brasileiro         | Make                       | Niina Secrets | Venceu    |        |
| 2018 | MTV Millennial Awards           | Super Squad                | Niina Secrets | Indicada  |        |
| 2018 | MTV Millennial Awards           | Oi, Meninas                | Niina Secrets | Indicada  |        |
| 2020 | Prêmio Influenciadores Digitais | Moda                       | Niina Secrets | Venceu    | [ 14 ] |